# Distrikt San Luis de Lucma
Der Distrikt San Luis de Lucma liegt in der Provinz Cutervo in der Region Cajamarca im Norden Perus. Der Distrikt wurde am 8. April 1929 gegründet. Er besitzt eine Fläche von 103 km². Beim Zensus 2017 wurden 3153 Einwohner gezählt. Im Jahr 1993 lag die Einwohnerzahl bei 4055, im Jahr 2007 bei 3951. Sitz der Distriktverwaltung ist die 1889 m hoch gelegene Ortschaft San Luis de Lucma mit 485 Einwohnern (Stand 2017). San Luis de Lucma befindet sich 25 km ostnordöstlich der Provinzhauptstadt Cutervo.

## Geographische Lage
Der Distrikt San Luis de Lucma befindet sich in der peruanischen Westkordillere im Südosten der Provinz Cutervo. Der Río Chilac fließt entlang der südlichen Distriktgrenze nach Osten und vereinigt sich mit dem von Süden kommenden Río Llaucano zum Río Silaco. Letzterer fließt nach Norden zum Río Marañón und begrenzt den Distrikt im Osten.
Der Distrikt San Luis de Lucma grenzt im Süden an den Distrikt Anguía (Provinz Chota), im Westen an den Distrikt Socota, im Norden an die Distrikte San Juan de Cutervo und La Ramada sowie im Osten an die Distrikte Pión und Chimban (beide in der Provinz Chota).

## Ortschaften
Neben dem Hauptort gibt es folgende größere Ortschaften im Distrikt:
- Llushcapampa
- Pampa de la Rioja
- Sairepampa
- Santa Rosa del Tingo